# As (tenis)
În tenis, un as este un punct câștigat direct din serviciu fără ca adversarul să atingă mingea cu racheta. Prin definiție, un as nu va apărea dacă adversarul atinge mingea în vreun fel, chiar dacă rezultatul loviturii iese afară sau nu trece peste fileu. În tenisul profesionist, așii apar de obicei la primul serviciu al jucătorului, deoarece acesta poate lovi mingea cu forță maximă și are mai multe șanse să plaseze mingea în colțurile îndepărtate ale zonei de servire. Din când în când, la un al doilea serviciu bun se obține un „as”, dar este riscant, deoarece riscul de a greși este mare. Cea mai favorabilă suprafață pentru a obține un număr mai mare de ași sunt suprafețele rapide. Potrivit International Tennis Hall of Fame, acest termen a fost inventat de jurnalistul sportiv Allison Danzig.

## Recorduri profesionale
Așii au fost înregistrați oficial în circuitele profesioniste de tenis de top din 1991, așa că aceste recorduri încep cu acest moment.
Aici sunt incluse doar meciurile de simplu de pe tabloul principal.

### Turul ATP

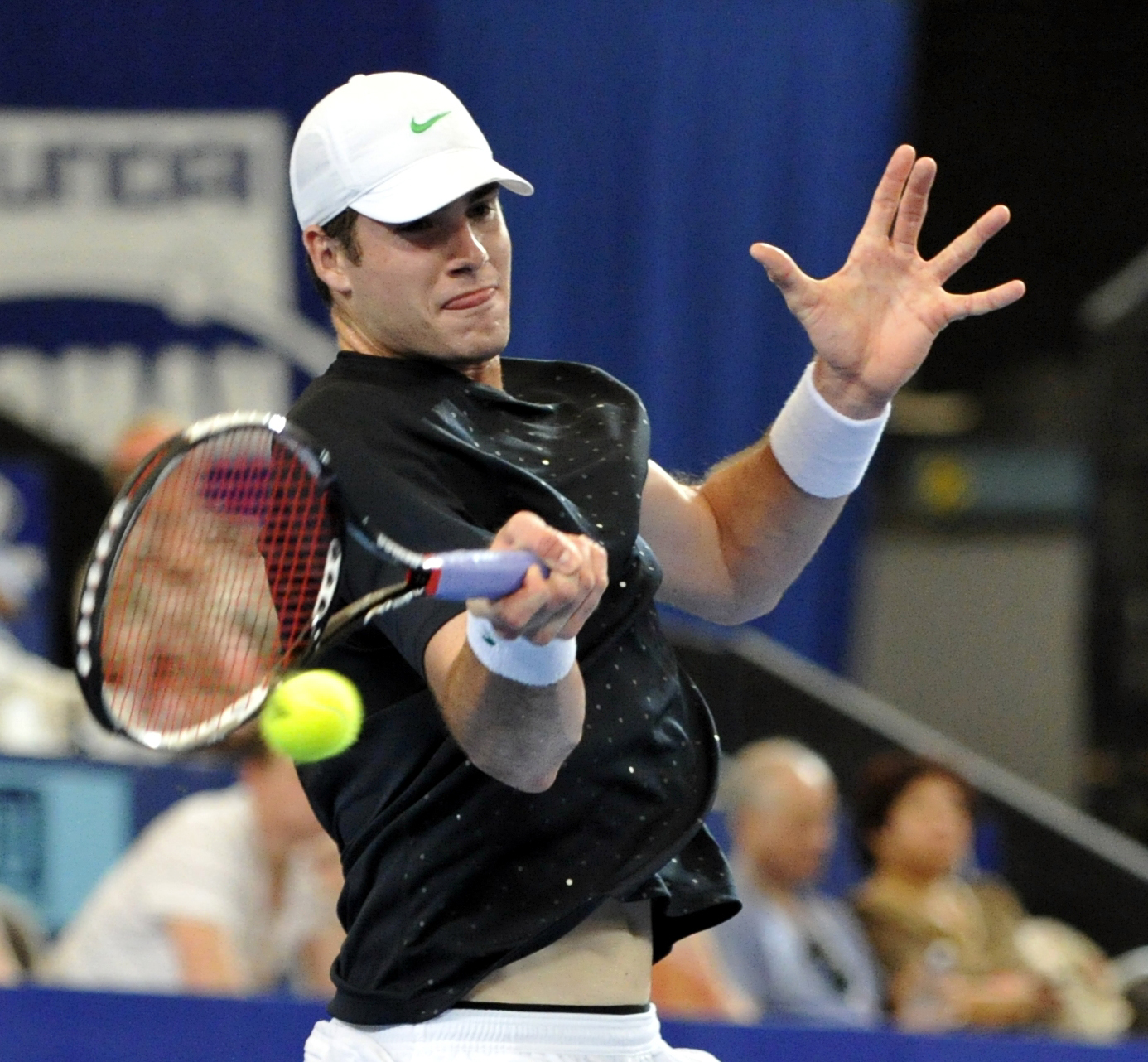
John Isner deține recordul pentru cei mai mulți ași într-un meci și recordul pentru cei mai mulți ași într-un turneu.

John Isner are cei mai mulți ași într-un turneu cu 214 în timpul Wimbledon 2018, și are cei mai mulți într-un singur meci cu 113 în timpul întâlnirii sale de 11 ore cu Nicolas Mahut în 2010. De asemenea, în lista cu cei mai mulți ași în carieră, este pe locul doi.
Ivo Karlović are cei mai mulți ași în carieră, cu 13.728. El are, de asemenea, cei mai mulți ași într-un meci din trei seturi cu 45 de ași la Halle Open în 2015. Două săptămâni mai târziu, în timpul Wimbledon, a devenit singurul jucător care a lovit cel puțin 40 de ași în trei meciuri consecutive.
Goran Ivanišević are cei mai mulți ași într-un singur sezon, cu 1.477 în 1996. El deține locul doi pe lista cu cei mai mulți ași într-un turneu, când a câștigat titlul de la Wimbledon 2001 și a lovit 213 ași.
Roger Federer a lovit 50 de ași în finala de la Wimbledon din 2009, recordul pentru o finală de Grand Slam. El este, de asemenea, al treilea pe lista cu cei mai mulți ași în carieră.

### Cei mai mulți ași
| #      | Ași în carieră   |
| ------ | ---------------- |
| 13.782 | John Isner       |
| 13.762 | Ivo Karlović     |
| 11.478 | Roger Federer    |
| 10.180 | Feliciano López  |
| 10.131 | Goran Ivanišević |
| 9.067  | Andy Roddick     |
| 8.847  | Sam Querrey      |
| 8.689  | Pete Sampras     |
| 8.157  | Milos Raonic     |
| 8.117  | Ivan Ljubičić    |

| #     | Ași într-un sezon | An   |
| ----- | ----------------- | ---- |
| 1.477 | Goran Ivanišević  | 1996 |
| 1.447 | Ivo Karlović      | 2015 |
| 1.318 | Ivo Karlović      | 2007 |
| 1.260 | John Isner        | 2015 |
| 1.213 | John Isner        | 2018 |
| 1.185 | Ivo Karlović      | 2014 |
| 1.159 | John Isner        | 2016 |
| 1.156 | Goran Ivanišević  | 1994 |
| 1.131 | Ivo Karlović      | 2016 |
| 1.123 | John Isner        | 2017 |

#### Cei mai mulți ași într-un meci
| #   | Jucător         | C/P | Oponent            | Rundă | Turneu               | Set | Suprafață | Ref.   |
| --- | --------------- | --- | ------------------ | ----- | -------------------- | --- | --------- | ------ |
| 113 | John Isner      | C   | Nicolas Mahut      | 1R    | Wimbledon 2010       | 5   | iarbă     | [ 14 ] |
| 103 | Nicolas Mahut   | P   | John Isner         | 1R    | Wimbledon 2010       | 5   | iarbă     | [ 14 ] |
| 78  | Ivo Karlović    | P   | Radek Štěpánek     | SF    | Cupa Davis 2009      | 5   | zgură     | [ 14 ] |
| 75  | Ivo Karlović    | C   | Horacio Zeballos   | 1R    | Australian Open 2017 | 5   | dură      | [ 14 ] |
| 67  | Reilly Opelka   | P   | Thomas Fabbiano    | 2R    | Australian Open 2019 | 5   | dură      | [ 14 ] |
| 64  | John Isner      | C   | Ruben Bemelmans    | 2R    | Wimbledon 2018       | 5   | iarbă     | [ 14 ] |
| 61  | Ivo Karlović    | C   | Lu Yen-Hsun        | 1R    | US Open 2016         | 5   | dură      | [ 14 ] |
| 61  | Ivo Karlović    | P   | Jan-Lennard Struff | 2R    | Wimbledon 2018       | 5   | iarbă     | [ 14 ] |
| 59  | Ivo Karlović    | P   | Kei Nishikori      | 2R    | Australian Open 2019 | 5   | dură      | [ 14 ] |
| 56  | Albano Olivetti | P   | Matthew Barton     | 1R    | Wimbledon 2016       | 5   | iarbă     | [ 15 ] |

#### Cei mai mulți ași într-un meci de la US Open
| #  | Jucător          | C/P | Oponent            | Rundă | Turneu       | Suprafață | Ref.   |
| -- | ---------------- | --- | ------------------ | ----- | ------------ | --------- | ------ |
| 61 | Ivo Karlović     | C   | Lu Yen-hsun        | 1R    | US Open 2016 | dură      | [ 16 ] |
| 52 | John Isner       | P   | Steve Johnson      | 1R    | US Open 2020 | dură      | [ 16 ] |
| 49 | Kevin Anderson   | C   | Jiří Veselý        | 1R    | US Open 2021 | dură      | [ 16 ] |
| 49 | Richard Krajicek | P   | Yevgeny Kafelnikov | QF    | US Open 1999 | dură      | [ 16 ] |
| 48 | Alexander Bublik | C   | Thomas Fabbiano    | 2R    | US Open 2019 | dură      | [ 16 ] |

#### Cei mai mulți ași într-un turneu pe zgură
* Notă: Aceasta a marcat a treia oară când Isner a lovit peste 100 de ași într-un turneu pe zgură.
| #   | Jucător        | Turneu           | Suprafață | Ref.   |
| --- | -------------- | ---------------- | --------- | ------ |
| 124 | Martin Verkerk | French Open 2003 | zgură     | [ 17 ] |
| 110 | John Isner     | 2014 French Open | zgură     | [ 17 ] |
| 108 | Michael Stich  | French Open 1996 | zgură     | [ 17 ] |
| 10  | John Isner     | Madrid Open 2021 | zgură     | [ 17 ] |
| 101 | John Isner     | Roma 2017        | zgură     | [ 17 ] |

#### Cei mai mulți ași într-un turneu de o săptămână
| #   | Jucător       | Turneu                         | Suprafață | Ref.   |
| --- | ------------- | ------------------------------ | --------- | ------ |
| 156 | Reilly Opelka | New York Open 2019             | dură      | [ 18 ] |
| 144 | John Isner    | Legg Mason Tennis Classic 2007 | dură      | [ 4 ]  |

#### Cei mai mulți ași combinați într-un meci de trei seturi
| #  | Jucător       | C/P | Oponent       | Rundă | Turneu        | Suprafață | Ref.          |
| -- | ------------- | --- | ------------- | ----- | ------------- | --------- | ------------- |
| 81 | Reilly Opelka | C   | John Isner    | SF    | New York 2019 | dură      | [ 19 ] [ 20 ] |
| 71 | Nick Kyrgios  | C   | Ryan Harrison | 1R    | Brisbane 2019 | dură      | [ 21 ]        |

#### Cei mai mulți ași consecutivi
| #  | Jucător           | C/P | Oponent           | Rundă | Turneu               | Suprafață | Ref.          |
| -- | ----------------- | --- | ----------------- | ----- | -------------------- | --------- | ------------- |
| 10 | Sam Querrey       | C   | James Blake       | QF    | Indianapolis 2007    | dură      | [ 22 ] [ 23 ] |
| 8  | Radek Štěpánek    | C   | Christophe Rochus | F     | Rotterdam Open 2006  | dură      | [ 24 ]        |
| 7  | Michael Stich     | C   | Guy Forget        | SF    | Cupa Hopman 1993     | dură      | [ 25 ]        |
| 7  | Andy Roddick      | C   | Sjeng Schalken    | QF    | US Open 2003         | dură      | [ 26 ]        |
| 7  | Andy Roddick      | P   | Lleyton Hewitt    | SF    | Australian Open 2005 | dură      | [ 27 ]        |
| 7  | Fernando González | C   | Joachim Johansson | 3R    | Wimbledon 2005       | iarbă     | [ 28 ]        |
| 7  | Feliciano López   | P   | Tomáš Berdych     | 2R    | Shanghai 2013        | dură      | [ 29 ]        |
| 7  | Ivo Karlović      | C   | Mikhail Youzhny   | 1R    | Halle 2014           | iarbă     | [ 30 ]        |
| 7  | Roger Federer     | C   | James Duckworth   | QF    | Brisbane 2015        | dură      | [ 31 ]        |
| 7  | Sam Querrey       | C   | Thomas Fabbiano   | SF    | Eastbourne 2019      | iarbă     | [ 32 ]        |

#### Sezoane cu peste 1000 de ași
| # | Jucător          | Ani                   | Ref.          |
| - | ---------------- | --------------------- | ------------- |
| 7 | John Isner       | 2010, 2012, 2015–2019 | [ 33 ] [ 34 ] |
| 4 | Goran Ivanišević | 1994, 1996–1998       | [ 35 ]        |
| 4 | Ivo Karlović     | 2007, 2014–2016       | [ 35 ]        |
| 2 | Milos Raonic     | 2012, 2014            | [ 35 ] [ 36 ] |
| 2 | Kevin Anderson   | 2015, 2018            | [ 33 ] [ 37 ] |
| 1 | Pete Sampras     | 1993                  | [ 38 ]        |
| 1 | Andy Roddick     | 2004                  | [ 35 ]        |
| 1 | Reilly Opelka    | 2019                  | [ 39 ]        |

### Turul WTA
Serena Williams deține recordul pentru cei mai mulți ași într-un turneu, cu 102 în drum spre câștigarea titlului de la Wimbledon 2012.
Karolína Plíšková are cei mai mulți ași într-un singur sezon, cu 530 în 2016, când și-a doborât propriul record de 517 ași în 2015. Ea a servit cei mai mulți ași într-un meci pe zgură, cu 21 în victoria ei din runda a doua în fața Jelenei Ostapenko la Stuttgart Open în 2021.

### Cei mai mulți ași într-un meci
Au fost 29 de meciuri în care un jucător a servit 20 sau mai mulți ași, începând cu anul 2008.
| Nr.ași | Jucătoare             | C/P | Adversară         | Rundă | Turneu               | Seturi | Suprafață | Ref.   |
| ------ | --------------------- | --- | ----------------- | ----- | -------------------- | ------ | --------- | ------ |
| 31     | Kristýna Plíšková     | P   | Monica Puig       | 2R    | Australian Open 2016 | 3      | dură      | [ 44 ] |
| 28     | Kristýna Plíšková     | P   | Monica Puig       | 2R    | Luxembourg Open 2019 | 3      | dură      | [ 44 ] |
| 27     | Sabine Lisicki        | C   | Belinda Bencic    | 2R    | Birmingham 2015      | 2      | iarbă     | [ 44 ] |
| 24     | Kaia Kanepi           | C   | Lucie Šafářová    | 1R    | Tokyo 2008           | 3      | dură      | [ 45 ] |
| 24     | Serena Williams       | C   | Victoria Azarenka | SF    | Wimbledon 2012       | 2      | iarbă     | [ 44 ] |
| 24     | Kristýna Plíšková     | C   | Karolína Plíšková | 2R    | Birmingham 2019      | 3      | iarbă     | [ 44 ] |
| 24     | Karolína Plíšková     | C   | Amanda Anisimova  | 2R    | US Open 2021         | 3      | dură      | [ 46 ] |
| 23     | Serena Williams       | C   | Zheng Jie         | 3R    | Wimbledon 2012       | 3      | iarbă     | [ 44 ] |
| 23     | Kristýna Plíšková     | P   | Océane Dodin      | 1R    | Linz Open 2016       | 3      | dură      | [ 44 ] |
| 22     | Brenda Schultz        | C   | Iva Majoli        | QF    | Birmingham 1994      | 3      | iarbă     | [ 47 ] |
| 22     | Meghann Shaughnessy   | P   | Nicole Vaidišová  | F     | Memphis 2005         | 2      | dură      | [ 48 ] |
| 22     | Alicia Molik          | P   | Venus Williams    | QF    | Tokyo 2007           | 2      | dură      | [ 48 ] |
| 22     | Ekaterina Alexandrova | C   | Kristie Ahn       | QF    | Seoul 2019           | 3      | dură      | [ 44 ] |
| 22     | Alison Van Uytvanck   | P   | Sofia Kenin       | SF    | Lyon Open 2020       | 3      | dură      | [ 44 ] |

#### Sezoane cu peste 500 de ași
| # | Jucătoare         | Ani       | Ref.          |
| - | ----------------- | --------- | ------------- |
| 2 | Karolína Plíšková | 2015–2016 | [ 49 ] [ 50 ] |